# James Wharton
James Anthony Wharton (Bundoora, 8 juli 2006) is een Australisch autocoureur. In 2023 won hij de titel in het Formule 4-kampioenschap van de Verenigde Arabische Emiraten. Tussen 2021 en 2023 maakte hij deel uit van de Ferrari Driver Academy, het opleidingsprogramma van het Formule 1-team van Ferrari.

## Carrière

### Karting
Wharton begon zijn autosportcarrière in het karting op achtjarige leeftijd in Australië. In zijn eerste twee jaren reed hij in de Mini- en Cadet-categorieën. In 2017 won hij acht van de tien races in het Australische Cadet 12-kampioenschap, waardoor hij de titel behaalde. Vervolgens verhuisde hij naar Europa, waar hij nog vier jaar kartte voor het team van Parolin. Hij nam deel aan diverse wereld- en Europese kampioenschappen. Aan het eind van 2020 werd hij opgenomen in de Ferrari Driver Academy, het opleidingsprogramma van het Formule 1-team van Ferrari, nadat hij de finale van een scoutingwedstrijd won.

### Formule 4
In 2022 maakte Wharton de overstap naar het formuleracing en maakte hij zijn Formule 4-debuut in het Formule 4-kampioenschap van de Verenigde Arabische Emiraten bij het team Abu Dhabi Racing, dat wordt gerund door Prema Racing. Hij nam deel aan vier van de vijf raceweekenden en behaalde vier zeges: drie op het Dubai Autodrome en een op het Yas Marina Circuit. Met 168 punten werd hij vijfde in de eindstand.
Later in 2022 reed Wharton in zowel het Italiaanse als het ADAC Formule 4-kampioenschap bij Prema. In het Italiaanse kampioenschap behaalde hij vijf podiumplaatsen op het Autodromo Internazionale Enzo e Dino Ferrari, het Misano World Circuit Marco Simoncelli, het Circuit de Spa-Francorchamps, het Autodromo Vallelunga en de Red Bull Ring. Met 166 punten werd hij vijfde in deze klasse. In het ADAC-kampioenschap won hij een race op de Nürburgring, een circuit waar hij nog tweemaal op het podium stond, en behaalde hij nog een podiumfinish op Spa. Wel miste hij het weekend op de Lausitzring. Met 146 punten werd hij ook hier vijfde in de eindstand.
In 2023 begon Wharton het jaar wederom in het Formule 4-kampioenschap van de VAE, ditmaal bij het team Mumbai Falcons Racing Limited. Hij won tweemaal op zowel het Kuwait Motor Town als op Yas Marina en stond in de rest van het seizoen nog zeven keer op het podium. Met 232 punten werd hij na afloop van de laatste race op Yas Marina, waarin hij in aanraking kwam met zijn teamgenoot en titelrivaal Tuukka Taponen, gekroond tot kampioen in de klasse.
Later in 2023 keerde Wharton terug naar de Italiaanse Formule 4 bij Prema. Hij won tweemaal op Spa en stond hiernaast nog zes keer op het podium. Met 205,5 punten werd hij achter Kacper Sztuka, Ugo Ugochukwu en Arvid Lindblad vierde in het eindklassement. Ook reed hij in het nieuwe Euro 4 Championship voor Prema. Hierin behaalde hij twee zeges op het Circuit Mugello en het Circuit de Barcelona-Catalunya en stond hij nog drie keer op het podium. Met 169 punten werd hij achter Ugochukwu tweede in de eindstand. Aan het eind van het jaar werd aangekondigd dat hij de Ferrari Driver Academy zou verlaten.

### Formule Regional
In 2024 maakte Wharton zijn Formule Regional-debuut in het Formula Regional Middle East Championship voor Mumbai Falcons. Tegen het eind van het seizoen behaalde hij twee podiumplaatsen op Yas Marina en Dubai, waardoor hij met 111 punten zesde in het klassement werd. Vervolgens maakte hij de overstap naar het Formula Regional European Championship, waar hij zijn samenwerking met Prema voortzette. Al in de seizoensopener op de Hockenheimring Baden-Württemberg behaalde hij zijn eerste podiumplaats, om hier op Spa een tweede podiumfinish aan toe te voegen. Op Mugello won hij zijn eerste race en op Imola stond hij tweemaal op het podium. Vervolgens won hij eenmaal op de Red Bull Ring en tweemaal in Barcelona. Hij beëindigde het seizoen met twee podiumfinishes op het Autodromo Nazionale Monza. Met 236 punten werd hij achter Rafael Câmara tweede in de eindstand. In de Grand Prix van Macau, waarin hij voor ART Grand Prix reed, kwam hij vanwege een ongeluk niet aan de finish.

### GB3
In 2024 debuteerde Wharton tevens in het GB3 Championship bij Fortec Motorsports, voor wie hij in de twee raceweekenden op Silverstone zou rijden. Twee elfde plaatsen waren hierin zijn beste race-uitslagen.

### Formule 3
In 2024 maakte Wharton zijn debuut in het FIA Formule 3-kampioenschap bij Hitech Pulse-Eight op Silverstone als vervanger van Martinius Stenshorne, die voor dit weekend geschorst was omdat hij zonder toestemming deel had genomen aan het GB3-weekend op hetzelfde circuit. Hij eindigde de races op de plaatsen 18 en 21.
In 2025 rijdt Wharton zijn eerste volledige seizoen in de Formule 3 bij ART.